# Plectrohyla dasypus
Espèce
Statut de conservation UICN

 CR A2ace; B1ab(iii,v)+2ab(iii,v) : 
En danger critique
Plectrohyla dasypus est une espèce d'amphibiens de la famille des Hylidae.

## Répartition
Cette espèce est endémique du Honduras. Elle se rencontre entre 1 410 et 1 990 m d'altitude dans la sierra de Omoa dans le département de Cortés,.

## Publication originale
- McCranie & Wilson, 1981 : A new hylid frog of the genus Plectrohyla from a cloud forest in Honduras. Occasional Papers of the Museum of Natural History University of Kansas, vol. 92, p. 1-7 (texte intégral).